# Klaus Barner (Schauspieler)

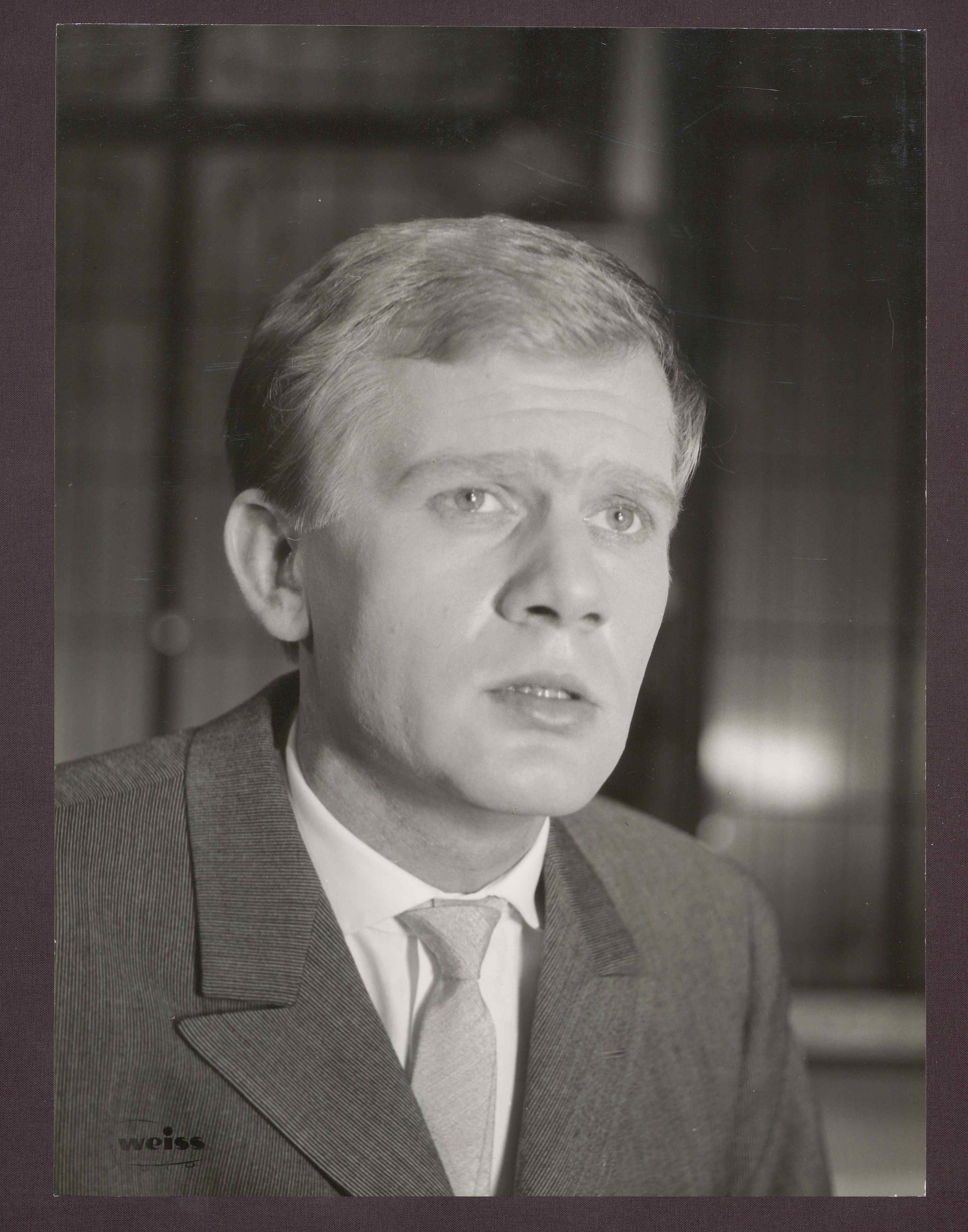
Klaus Barner in Bunbury am Badischen Staatstheater Karlsruhe (1962/63)

Klaus Barner (* 1933; † 26. Juli 2022 bei Tübingen) war ein deutscher Schauspieler und Hörspielsprecher.

## Leben
Barner spielte an Bühnen in Trier, Bochum, am Theater Bonn sowie bei den Ruhrfestspielen Recklinghausen.
1955 gab er noch unter dem Namen Klaus Meyer-Barner sein Spielfilmdebüt in Ulrich Erfurths Drama Reifende Jugend. In den fast 50 Jahren seiner Karriere als Film- und Fernsehschauspieler trat er in über 50 Produktionen auf. Er spielte unter namhaften Regisseuren wie Tom Toelle (Ein Sommer – ein Herbst), Eberhard Itzenplitz (Der Mann aus Brooklyn) und Fritz Umgelter (Caroline), Wolfgang Menges Grüß Gott, ich komm von drüben, in Die Vorstadtkrokodile nach dem gleichnamigen Jugendbuch von Max von der Grün sowie als Pontius Pilatus in der musikalischen Bearbeitung der Passions-Geschichte Es wäre gut, daß ein Mensch würde umbracht für das Volk. Einem breiten Publikum ist Barner auch durch größere Rollen in Fernsehmehrteilern sowie seine wiederkehrenden Rollen in Fernsehserien bekannt. In dem Straßenfeger Das Messer nach Francis Durbridge spielte er neben Hardy Krüger den ermittelnden Inspektor Hill, in Der Trotzkopf nach Emmy von Rhoden den Vater der von Anja Schüte verkörperten Titelfigur, in der ARD-Serie Knastmusik den Anstaltsleiter, in der Familienserie Aus heiterem Himmel den Mathematiklehrer Dr. Wiesner und im ZDF-Abenteuervierteiler Der schwarze Bumerang nach Rüdiger Bahr den Biochemiker Dr. Peter Lester. In den Einspielfilmen der Sat.1-Gameshow Cluedo – Das Mörderspiel nach dem gleichnamigen Brettspiel war er als Pfarrer Clemens Grün zu sehen.
Daneben übernahm er häufig Gastrollen in Fernsehserien und -reihen wie Tatort, Sonderdezernat K1, Die Schwarzwaldklinik, Das Traumschiff, Ein Fall für zwei, SOKO 5113, Die Männer vom K3, Der Clown, Eurocops, Wolffs Revier und Großstadtrevier.
Außerdem war Barner umfangreich als Hörspielsprecher in über 100 Produktionen tätig. Er sprach die Hauptrolle des Pirx in der WDR-Produktion Testflug nach Stanislaw Lem, die Hauptrolle in Sanfte nach Fjodor Michailowitsch Dostojewski, den Kronos in der 15-teiligen MDR-Produktion Prometheus nach Franz Fühmann, war in Norbert Schaeffers dreiteiliger Bearbeitung von Rainald Goetz’ Festung unter anderem als Joseph Goebbels zu hören und übernahm die Rolle des Meisterdetektivs Sherlock Holmes in SWR-Produktion Sherlock Holmes und die Whitechapel-Morde neben Wolfgang Condrus als Dr. Watson.
Barners Tochter ist die Schauspielerin Nora Barner (* 1960). Klaus Barner starb Ende Juli 2022 nach kurzer, schwerer Krankheit im Alter von 89 Jahren in der Nähe von Tübingen.

## Filmografie (Auswahl)
- 1955: Reifende Jugend
- 1960: Unter dem Milchwald (Aufzeichnung einer Übertragung aus dem Stadttheater Augsburg)
- 1964: Ein Sommer – ein Herbst
- 1966: Der Mann aus Brooklyn
- 1966: Caroline
- 1969: Umschulung
- 1969: Rebellion der Verlorenen
- 1971: Zwei Briefe an Pospischiel
- 1971: Das Messer
- 1974: Griseldis
- 1975: Nach der Scheidung
- 1976: Ich will leben
- 1977: Glücksucher
- 1977: Sonderdezernat K1 – 2:1 fürs SK1
- 1977: Die Vorstadtkrokodile
- 1978: Grüß Gott, ich komm von drüben
- 1979: PS – Geschichten ums Auto: Feuerreiter (4 Teile)
- 1979: Union der festen Hand
- 1979: Phantasten
- 1979: Gedankenketten
- 1981: Überfall in Glasgow
- 1982: Der schwarze Bumerang
- 1983: Der Kunstfehler
- 1983: Der Trotzkopf
- 1983: Die goldenen Schuhe
- 1983–1984: Diese Drombuschs
- 1984: Secret Places
- 1984: Tod eines Schaustellers
- 1985: Ein Fall für zwei: Rotkäppchen
- 1985: Tatort – Baranskis Geschäft
- 1986: Wilhelm Busch
- 1989: Tatort – Armer Nanosh
- 1989: Die Männer vom K3: Volle Deckung, Kopf runter!
- 1989: Knastmusik
- 1989: Tatort – Herzversagen
- 1990: Voll daneben – Gags mit Diether Krebs
- 1991: Es wäre gut, dass ein Mensch würde umbracht für das Volk
- 1992: Das Traumschiff – Norwegen
- 1993: Tatort – Renis Tod
- 1993: Cluedo – Das Mörderspiel
- 1993: Die Elefantenbraut
- 1995–1996: Die Flughafenklinik
- 1995–1997: Aus heiterem Himmel
- 1996: Dr. Brunner
- 1999: Der Mann für alle Fälle: Ein ganz gewöhnlicher Totschlag
- 2000: Tatort – Die Möwe
- 2001: Der Clown Folge: Schutzgeld (Als Wilfried Forster)

## Hörspiele (Auswahl)
- 1974: Testflug; WDR; Regie: Manfred Brückner
- 1980: Ein Direktor wird geopfert; WDR; Regie: Heinz Dieter Köhler
- 1980: Hilfe kommt mir von den Bergen; WDR; Regie: Oswald Döpke
- 1980: Papiertiger; WDR; Regie: Klaus-Dieter Pittrich
- 1981: Keine Spur von Leben ...; BR; Regie: Heiner Schmidt
- 1984: Aussteigen; SR; Regie: Lothar Trautmann
- 1985: Clara oder die drei Formen des Irrsinns; SR; Regie: Norbert Schaeffer
- 1985: Tatwaffe; SR; Regie: Willy H. Thiem
- 1986: Der Hauswart; HR; Regie: Günther Sauer
- 1986: Klaus Störtebeker oder Nur der Lügner gelangt in den Besitz der Wahrheit; NDR; Regie: Hans Gerd Krogmann
- 1986: Mord aus Leidenschaft; WDR; Regie: Manfred Brückner
- 1986: Rebeccas Kind; SR; Regie: Arturo Möller
- 1987: Privatdetektiv Albert Samson: Eine Frau sucht sich selbst; SWF; Regie: Hans Gerd Krogmann
- 1989: Dantons Tod; SDR; Regie: Norbert Schaeffer
- 1989: Das Diktat der Transhumanen; SDR Heidelberg; Regie: Andreas Weber-Schäfer
- 1989: Tote lachen nicht; NDR; Regie: Hans Rosenhauer
- 1990: Die Konquistadoren; NDR; Regie: Hans Rosenhauer
- 1991: Anna Marx und der Kaviar; SWF; Regie: Ursula Langrock
- 1991: Letzte Liebe; NDR; Regie: Hans Rosenhauer
- 1992: Sorglers Rückkehr; SDR Heidelberg; Regie: Andreas Weber-Schäfer
- 1993: Anna Marx und der Staatssekretär; SWF; Regie: Walter Adler
- 1993: Ich hatte meine Religion gefunden; SWF; Regie: Annette Jainski
- 1993: Spacebound; SDR Heidelberg; Regie: Andreas Weber-Schäfer
- 1993: Squatt/Abriss; SR; Regie: Marguerite Gateau
- 1994: Die Nächte von St. SWF; Regie: Hans Gerd Krogmann
- 1994: Die Sanfte; SWF; Regie: Corinne Frottier
- 1994: Ein letztes Inventar; WDR; Regie: Hans Gerd Krogmann
- 1994: Festung; SWF; Regie: Norbert Schaeffer
- 1994: Wieviel Uhr ist es, Herr Borges?; SWF; Regie: Ulrich Lampen
- 1995: Blankenhorn und der Blaumörder; NDR; Regie: Hans Rosenhauer
- 1997: Anna Marx und das Berliner Kartell; SWF; Regie: Walter Adler
- 1997: Cthulhu; SDR; Regie: Andreas Weber-Schäfer
- 1997: Der Besucher aus Deutschland; SR; Regie: Annette Jainski
- 1997: Satie-rikon. Man sollte eine Musik zum Weghören komponieren; SDR; Regie: Alexander Schuhmacher
- 1997: Sherlock Holmes und die Whitechapel-Morde; SWR; Regie: Patrick Blank
- 1998: Der Mann, der den Zügen nachsah; SWF; Regie: Walter Adler
- 2000: Der abenteuerliche Simplicissimus; SWR; Regie: Hans Gerd Krogmann
- 2000: Inspektor Jury steht im Regen; MDR; Regie: Hans Gerd Krogmann
- 2001: Das Fräulein von Scudéry; SWR; Regie: Patrick Blank, Benno Schurr
- 2002: Babuschka; SWR; Regie: Hartmut Kirste, Benno Schurr
- 2002: Die Nippenheims; SWR Tübingen; Regie: Günter Maurer
- 2002: Prometheus; MDR; Regie: Hans Gerd Krogmann
- 2003: Letzte Stunde; SWR; Regie: Anette Berger
- 2004: Der zweite Fleck; SWR; Regie: Stefan Hilsbecher
- 2004: Monopoly; SWR; Regie: Gerwig Epkes
- 2004: Wo warst du, als das Feuer; SWR; Regie: Uta-Maria Heim
- 2006: Ich war ein Affenkind; SWR; Regie: Oliver Sturm

## Hörfunk-Features / -Dokumentationen (Auswahl)
- 2009: Erziehung zur sozialistischen Persönlichkeit – Kinderheime in der DDR – Autor: Thomas Gaevert – SWR2, 55 Min.
- 2009: Wege nach Oz – Autor: Thomas Gaevert – SWR2-Feature am Sonntag, 55 Min.